# 沪西区
沪西区是日本佔領上海時期位于現今上海市区西部的一個區。1938年12月，漕泾區、法华區、蒲淞区合並成沪西区。1943年8月改称第四区，1944年年8月又恢復沪西区舊稱。1945年中國抗日战争后沪西区撤销，沪西区境內新成立新泾区、龙华区。